# Chuck Klosterman

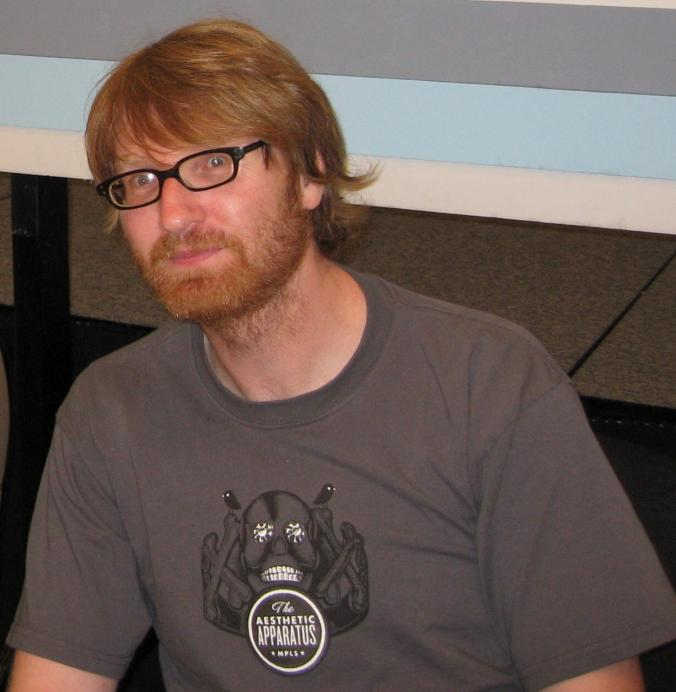
Chuck Klosterman

Charles John „Chuck“ Klosterman (* 5. Juni 1972 in Breckenridge, Minnesota) ist ein US-amerikanischer Autor und Journalist, der vor allem im Bereich der Populärkultur arbeitet.
Chuck Klosterman wuchs auf einer Farm nahe Wyndmere, North Dakota auf. Nach einem Studienabschluss der University of North Dakota (1994) arbeitete er als Journalist in Fargo, später als Kunstkritiker in Ohio. Seit 2002 lebt er in New York City. Klosterman hat für die Zeitschrift Spin gearbeitet und schreibt derzeit als Kolumnist für Esquire, GQ, das New York Times Magazine, The Believer und die Washington Post. In den USA ist er auch als Sportjournalist bekannt, in Deutschland geht seine Bekanntheit vor allem auf die bisher übersetzten Bücher „Fargo Rock City“ und „Eine zu 85% wahre Geschichte“ zurück.
Im Sommer 2008 war Klosterman als Picador Guest Professor for Literature am American Studies Leipzig Institut zu Gast und hat in dieser Funktion auch mehrere Lesungen in Deutschland (Leipzig, Stuttgart, Köln) gegeben.

## Werke
- Fargo Rock City: A Heavy Metal Odyssey in Rural Nörth Daköta. (2001)
  - Übersetzung: Fargo Rock City.  Dt. von Franca Fritz und Heinrich Koop. Rockbuch Verlag Buhmann & Haeseler, 2007, ISBN 978-3927638389. (Humorvolle Memoiren und eine Geschichte des Heavy Metal)
- Killing Yourself to Live: 85% of a True Story. (2005)
  - Übersetzung: Eine zu 85% wahre Geschichte. Dt. von Adelheid Zöfel. Fischer, 2006, ISBN 978-3596165216. (Reisegeschichte, in der es um das Verhältnis von Rockmusik, Sterblichkeit und Liebe geht)
- Downtown Owl: A Novel. (2008)
  - Übersetzung: Nachteulen. Roman.  Dt. von Adelheid Zöfel. S. Fischer, 2010, ISBN 978-3100383129. (Roman über das Leben in der fiktiven Stadt Owl in Nord-Dakota)
- Sex, Drugs, and Cocoa Puffs: A Low Culture Manifesto. (2003), a best-selling collection of original pop culture essays
- Chuck Klosterman IV: A Decade of Curious People and Dangerous Ideas. (2006), a collection of articles, previously published columns, and a semi-autobiographical novella
- Eating the Dinosaur. (2009), an original collection of essays on media, technology, celebrity, and perception
- The Visible Man. (2011), a novel about a man who uses invisibility to observe others
- I Wear the Black Hat: Grappling with Villains (Real and Imagined). (2013)
- But What If We're Wrong? Thinking About the Present As If It Were the Past. (2016)
- Chuck Klosterman X: A Highly Specific, Defiantly Incomplete History of the Early 21st Century. (2017), a collection of previously published essays and features
- The Nineties: A Book. Penguin, New York 2022, ISBN 978-0-7352-1797-3.